# Leonora Christina Skov
Leonora Christina Skov (Helsinge, 31 mei 1976) is een Deens schrijfster en literatuurcritica woonachtig in Kopenhagen.
Leonora Christina Skov volgde middelbaar onderwijs aan het Helsinge Gymnasium en studeerde literatuurwetenschap aan de Universiteit van Kopenhagen. Zij studeerde af met een scriptie over Frankenstein en de  gothic novel. Van 2004 tot 2006 was zij verbonden als literatuurcritica aan het dagblad Politiken. Sinds 2006 is zij verbonden aan het weekblad Weekendavisen als literatuurcritica en columniste. Regelmatig is zij te gast bij het programma Smagsdommerne (smaakcontroleurs) op DR 2.
Van 2000 tot 2003 was zij bestuurslid van het Kvindeligt Selskab (vrouwelijk gezelschap). In 2003 werkte zij mee aan een satire op DR2 genaamd: OBLS. In 2008 werd zij uitgeroepen tot Regenboogpersoonlijkheid van het jaar door de Nationale Vereniging voor homo's en lesbiennes. In 2010 ontving zij van het Deense Staatsfonds voor de Kunsten voor drie jaar een beurs om literair werk te schrijven. In 2005 was haar al een eenjarige beurs toegekend. In 2018 werd de De Gyldne Laurbær aan haar toegekend.
Skov wordt geïnspireerd door het werk van Mary Shelley, Karen Blixen en Lewis Carroll.